# شهرستان جی‌دونگ
شهرستان جی‌دونگ (به چینی: 鸡东县) یا گیه‌دونگ (به کره‌ای: 계동현) یک شهرستان در استان هئی‌لونگ‌جیانگ چین است که در تابعیت شهر جی‌شی قرار دارد. شهرستان جی‌دونگ ۱۸۶ متر بالاتر از سطح دریا واقع شده‌است.

شهرستان جی‌دونگ در همسایگی مناطق شهری اصلی شهر جی‌شی، قرار دارد. شهرک جی‌دونگ در فاصله‌ای ۱۵ کیلومتری در شرق شهر جی‌شی می‌باشد. فرودگاه «شهر در سطح ولایت» جی‌شی، فرودگاه جی‌شی شینگ‌کای‌هو در اراضی این شهرستان می‌باشد.

## تقسیمات اداری
شهرستان جی‌دونگ به ۸ شهرک، ۱ قصبه، و ۲ قصبه قومیتی (برای کره‌ای‌ها) تابعه تقسیم شده است. دو «میدان» هم‌سطح قصبه نیز تابع این شهرستان می‌باشند، مانند نواحی اداری مزارع و مراتع.
- شهرک پینگ‌یانگ (平阳镇، Píngyáng zhèn)
- شهرک جی‌دونگ (鸡东镇، Jīdōng zhèn)
- شهرک دونگ‌های (东海镇، Dōnghǎi zhèn)
- شهرک شیانگ‌یانگ (向阳镇، Xiàngyáng zhèn)
- شهرک شینگ‌نونگ (兴农镇، Xīngnóng zhèn)
- شهرک هادا (哈达镇، Hādá zhèn)
- شهرک یونگ‌آن (永安镇، Yǒng'ān zhèn)
- شهرک یونگ‌هه (永和镇، Yǒnghé zhèn)

- قصبه شیالیانگ‌زی (下亮子乡، Xiàliàngzǐ xiāng)

- ‌ قصبه قومیتی کره‌ای جی‌لین/گیه‌ریم (鸡林朝鲜族乡، Jīlín cháoxiǎnzú xiāng)(계림조선족향، Kyerim josŏnjok hyang)
- ‌ قصبه قومیتی کره‌ای مینگ‌ده/میونگ‌دوک (明德朝鲜族乡، Míngdé cháoxiǎnzú xiāng)(명덕조선족향، Myŏngdŏk josŏnjok hyang)